# 紅毛港 (高雄市)
紅毛港是過去位於高雄市小港區的一個漁村，與鹽水港、大林蒲及中洲相接壤。曾經是日本統治時期高雄州烏魚漁獲的主要產地。
紅毛港又可細分成「埔頭仔」、「姓楊仔」、「姓吳仔」、「姓李仔」、「姓蘇仔」、「姓洪仔」等六個聚落，各有一間角頭廟:71:97。

## 歷史

### 早年
據稱荷治時期時，因有部分自安平遭驅逐之荷蘭人於此小漁港出沒，因而得名紅毛港。日治時期於當地陸續設有公學校、信用組合、漁業組合等機構，同時也備有有水道、電氣等設施。且有相當稠密的的人口。1933年時，紅毛港住民人口有5000左右。

### 遷村
1967年高雄港第二港口開闢，紅毛港因此與旗津的中洲地區分離。在小港工業化與高雄港區擴建的過程中，紅毛港逐漸被貨櫃碼頭及工廠等設施包圍；長期的填海造陸，也使當地漁業所仰賴的海岸生態受到破壞。同時紅毛港因為被劃入工業區或港區計畫之中而實施禁建，並計畫遷村。但計畫經過多年延宕與爭議，並歷經多次抗爭活動與陳情，如2002年時的「炸船封港」事件。
2006年5月，紅毛港遷村作業中的拆除工程開始，同時也進行文物保留。2007年，紅毛港遷村作業完成，土地點交高雄港務局，之後再轉交陽明海運。紅毛港原址村落完全被移除。原本的紅毛港地區則主要成為2007年12月開始興建的高雄港洲際貨櫃中心所在。
遷村後，新的紅毛港聚落位在鳳山溪兩側，除了部分在前鎮區四塊厝仔，大部分在鳳山區牛寮。

## 行政區劃沿革
- 清治末期，劃分為紅毛港庄、海汕庄與燒灰園庄，屬於台南府鳳山縣。
- 日治早期，將海汕庄和燒灰員庄併入紅毛港庄，先後由鳳山廳與台南廳管轄。
- 1920年後，紅毛港庄重劃為高雄州鳳山郡所屬小港庄的大字[14]。
- 戰後，由高雄縣小港鄉管轄，後隨小港併入高雄市。
- 遷村前，紅毛港聚落在行政區劃上分為五個里，由南而北分別為海澄里（埔頭仔）、海昌里（姓楊仔）、海豐里（姓李仔）、海原里（姓洪仔）、海城里（姓蘇仔），其中海澄里為該五里中面積和人口數最大者。紅毛港遷村後此五里自民國98年7月1日併入鳳森里。[15]

## 紅毛港鹽田
在瀨南鹽場因高雄港開闢而廢止之際，賀田金三郎在1909年1月向官方申請在紅毛港庄、鹽水港庄開闢鹽田。鹽田在同年3月動工，包含外圍堤防及給排水管道興建，然而工程在同年8月因暴雨受損，在急需修復時，又因打狗港開闢、製糖會社建設工程的人力需求，導致人力成本上漲，而原計畫引外海水製鹽，但因其成本較高，故改引鹽份較低的內海水，導致鹽田在1912年3月才完工。紅毛港鹽田的所有權為高雄街的蔡祿，鹽田面積69甲，但因一甲鹽田的生產力僅三萬斤，故其中22甲改作魚塭，以維持經濟能力，而紅毛港鹽田於1929年3月廢曬。
專賣局於1909年在此設立「打狗支局紅毛港出張所」，1914年改為「烏樹林支局紅毛港出張所」，1924年改為「高雄出張所紅毛港分室」，並在紅毛港鹽田廢曬後裁撤。

## 教育文化
紅毛港聚落的最主要的教育文化單位為海汕國小，原址位於小港區海汕四路82號。紅毛港遷村後搬遷至前鎮區明鳳七街1號，並更名為「紅毛港國小」。

## 宗教信仰
紅毛港的宗教信仰，以佛教和道教（臺灣民間信仰）為主。主要有六大角頭廟與十三間小廟，另有許多私壇:71:97。
| 名稱         | 主神                           | 舊址                   | 新址                   | 備註                                                            |
| 角頭廟       |                                |                        |                        |                                                                 |
| 飛鳳寺       | 廣澤尊王                       | 小港區海汕一路97號     | 鳳山區紅毛港路27號     | 埔頭仔的角頭廟:71:97                                            |
| 飛鳳宮       | 保儀尊王（武安尊王）           | 小港區海汕一路285號    | 鳳山區保華一路136號    | 姓楊仔的角頭廟:71:97，遷建後改稱睢陽飛鳳宮。                    |
| 天龍宮       | 何府千歲                       | 小港區海汕三路20之3號  | 前鎮區明鳳三路216號    | 姓吳仔的角頭廟:71:97                                            |
| 濟天宮       | 張府尊王（武安尊王）           | 小港區海汕四路50號     | 前鎮區明鳳三路220號    | 姓李仔的角頭廟:71:97                                            |
| 朝鳳寺       | 觀音佛祖（原為觀音、媽祖並列） | 小港區海汕四路203號    | 鳳山區紅毛港路90號     | 姓洪仔的角頭廟:71:97，是紅毛港地區最早完成合併遷建的廟宇。      |
| 朝天宮       | 天上聖母                       | 小港區海汕五路132號    | 前鎮區明鳳三路51號     | 姓蘇仔的角頭廟:71:97                                            |
| 其他廟宇     |                                |                        |                        |                                                                 |
| 保安堂       | 郭府千歲                       | 小港區海汕五路97之1號  | 鳳山區國慶七街132號    |                                                                 |
| 福德祠       | 福德正神                       | 小港區海汕四路209號    | 鳳山區紅毛港路90號     | 遷建後與朝鳳寺合併。                                            |
| 大城隍爺公壇 | 大城隍公                       | 小港區海汕五路147號    | 前鎮區明鳳三路59巷21號 | 遷建後改稱「紅毛港城隍廟」                                      |
| 海眾廟       | 海眾先師                       | 小港區海汕一路294號    | 鳳山區國慶七街130號    |                                                                 |
| 修善堂       | 觀音佛祖                       | 小港區海汕一路230之5號 | 鳳山區六成街125號      | 最初名為「五公壇」，後改「五公府」，二次大戰後改為「修善堂」:61 |
| 西南城       | 顏府千歲                       | 小港區海汕四路2-1號    | 鳳山區國慶七街134號    |                                                                 |
| 正直千歲廟   | 正直千歲                       | 小港區海汕一路1-81號   | 小港區高坪六十街181號  | 遷建後改稱「大坪頂正公廟」                                      |
| 水吉成公廟   | 水吉成公                       | 小港區海汕五路30號     | 鳳山區家和三街100號    | 遷建後改稱「正軍堂」                                            |
| 管府廟       | 管府千歲                       |                        |                        | 主神現供奉於飛鳳寺內。                                          |

## 影視拍攝取景
- 穿牆人（2007年）